# Писарівка (Вінницький район)
Пи́сарівка — село в Україні, у Вінницькій міській громаді Вінницького району Вінницької області. 

## Історія
У селі виявлено поселення трипільської культури. Пам'ятка розташована поблизу села.
Під час другого голодомору у 1932–1933 роках, проведеного радянською владою, загинуло 60 осіб. 
Історичний шлях нашого села пов'язаний з Київською Руссю, монголо-татарською навалою,пануванням польської шляхти, турецьких султанів боротьбою за свободу народних повстанців запорізьких козаків, Коліївщини. Письмових свідчень цього періоду,на жаль, поки що не знайдено. Архівні матеріали згоріли під час нападу польської шляхти 1651 р. на Вінницю. В роки Другої світової війни багато цінних старовинних польських та литовських документів з обласного архіву були вивезені окупантами до Німеччини. Більшість їх не повернулись назад. А тому попереду дуже насичена та кропітка дослідницька робота в державних та приватних архівах Німеччини, Польщі, Литви, Росії, де орієнтовно можуть бути цінні матеріали з історії нашого села.. Тому ми, історію цього періоду вивчаємо за речовими історичними джерелами, легендами, переказами. Перша письмова згадка про наше село датоване 1689-1690 р. Землі нашого села були подаровані писарю Вінницької волосної управи, згідно досліджень відомого історика-дослідника нашого краю початку XX ст. В.Отамановського.
По цьому документу ми можемо твердити, що саме з цього часу з'являється назва села Писарівка. В Державному архіві село Писарівка згадується у зв'язку з слідуючими подіями.

## Населення

### Мова
Розподіл населення за рідною мовою за даними перепису 2001 року:
| Мова            | Кількість | Відсоток |
| --------------- | --------- | -------- |
| українська      | 1406      | 97.10%   |
| російська       | 33        | 2.28%    |
| білоруська      | 1         | 0.07%    |
| вірменська      | 1         | 0.07%    |
| румунська       | 1         | 0.07%    |
| інші/не вказали | 6         | 0.41%    |
| Усього          | 1448      | 100%     |

## Пам'ятки
Традицію рогозоплетіння села визнано об'єктом нематеріальної культурної спадщини України.

## Галерея

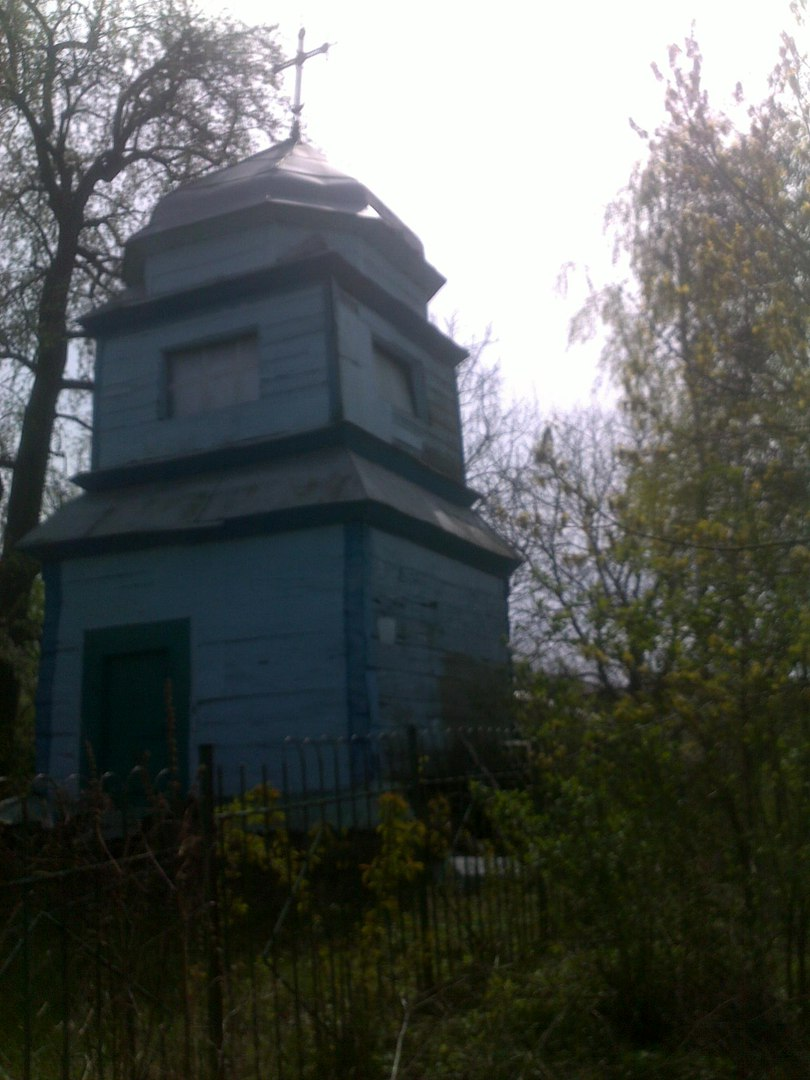
Дзвінниця в Писарівці
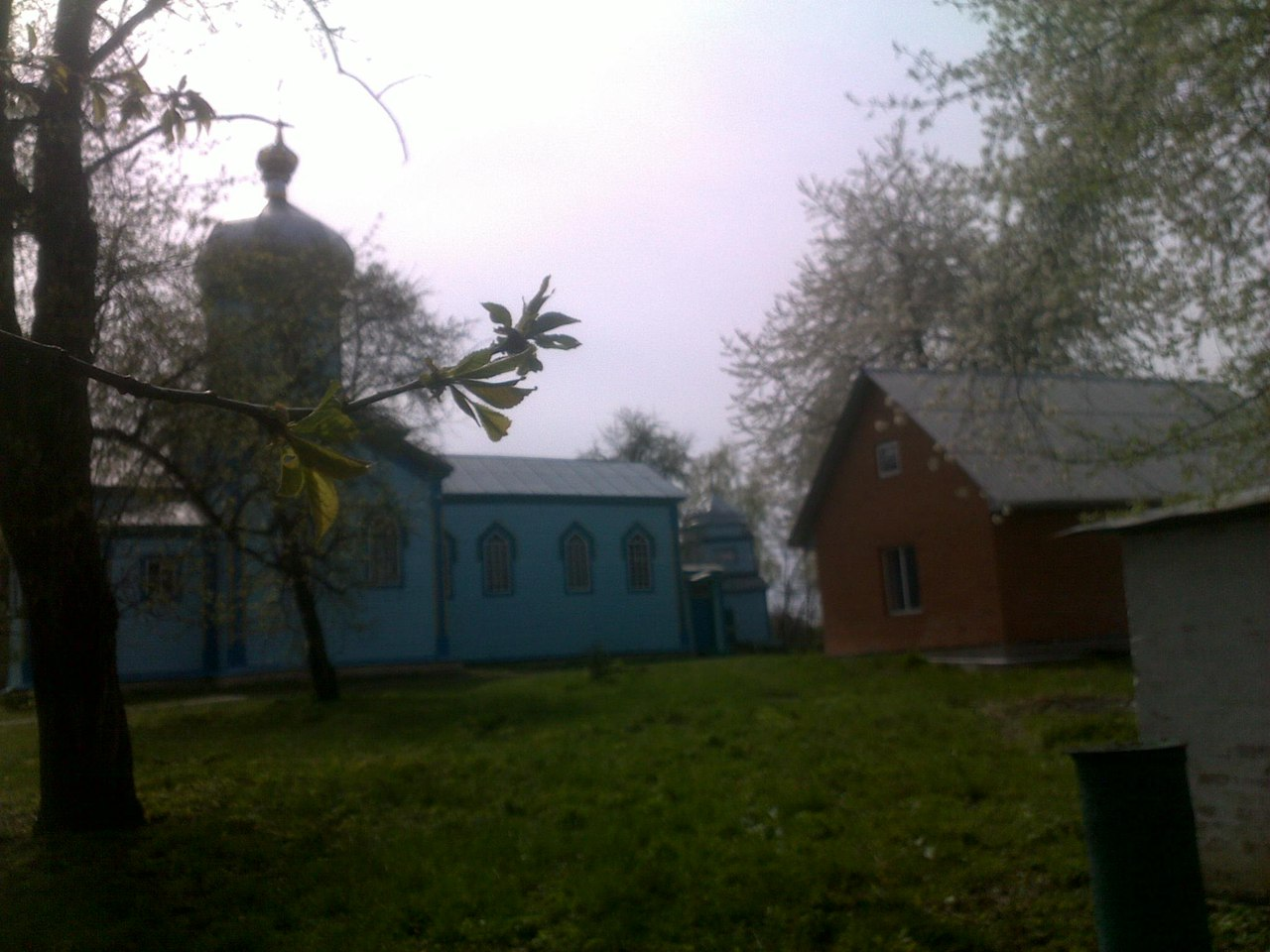
Церква в Писарівці
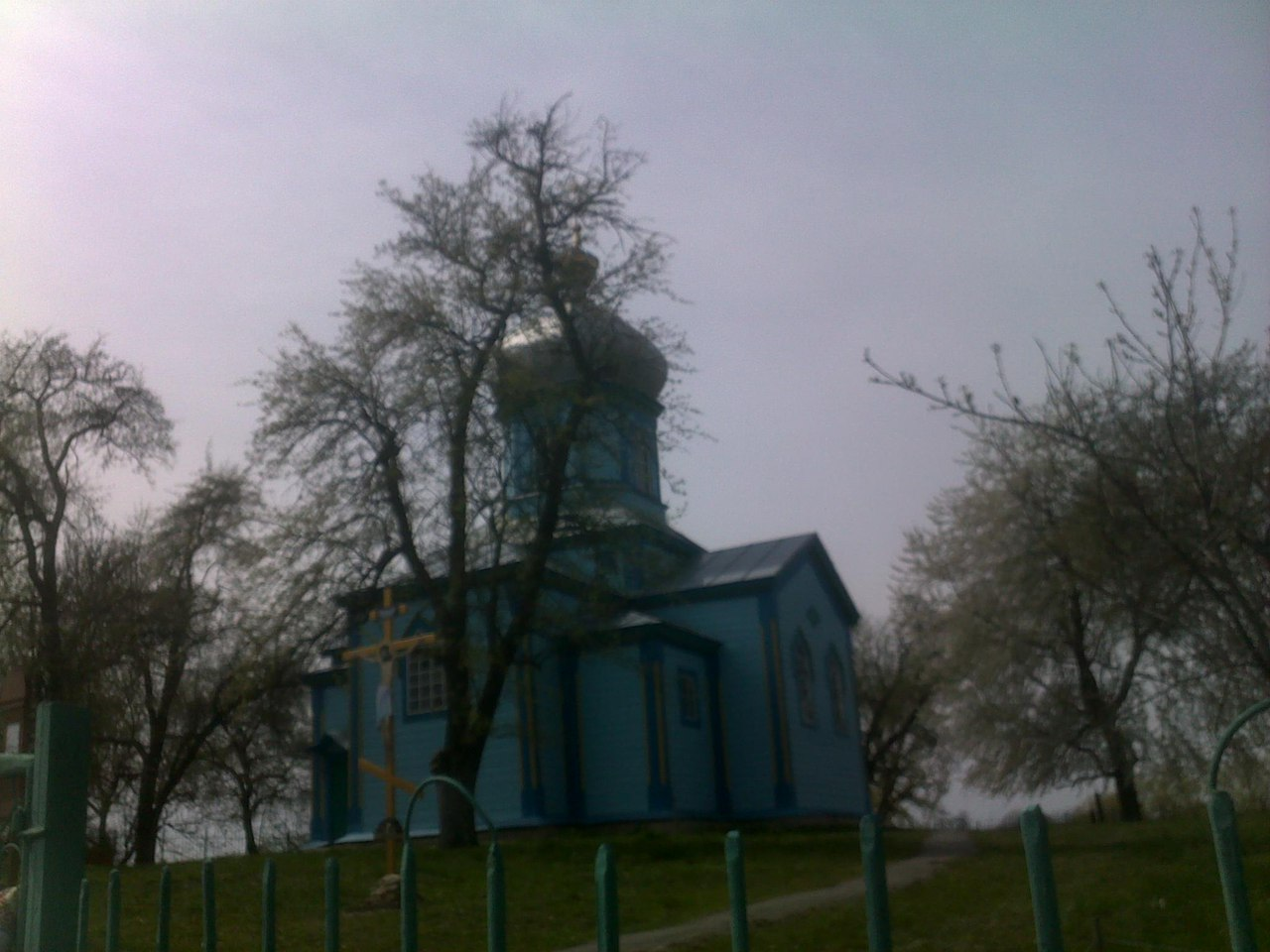
Церква в Писарівці. Вид спереду.
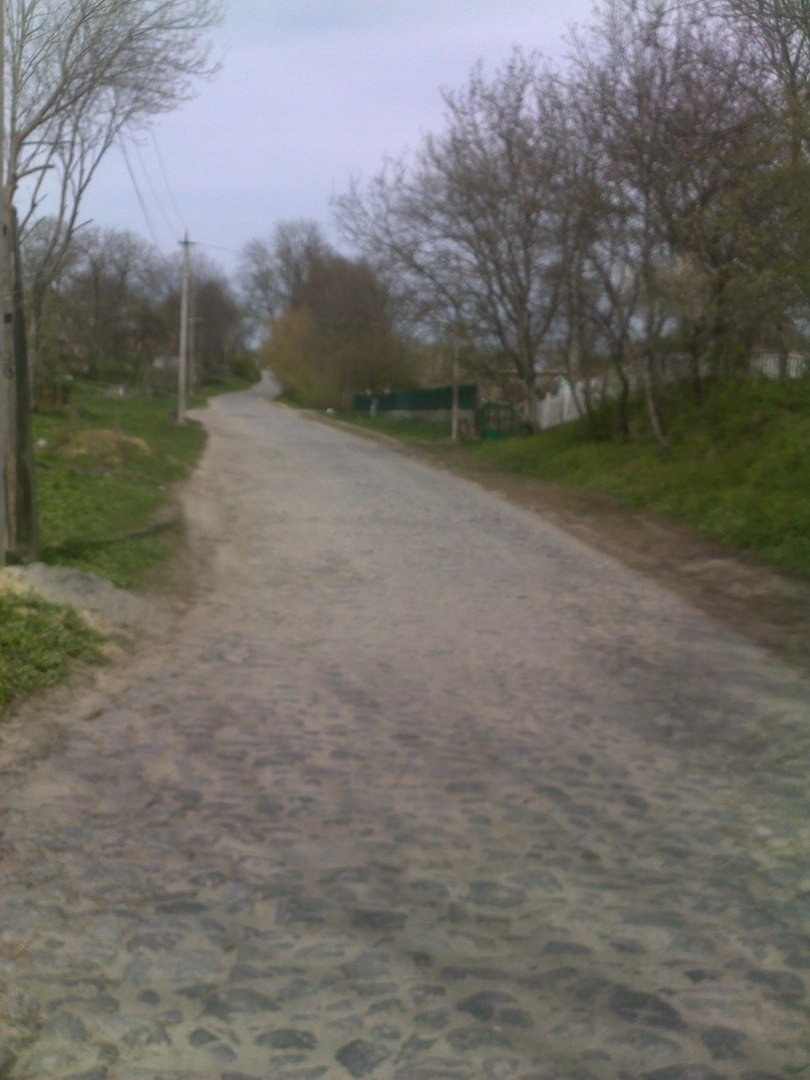
Бруківка на центральній вулиці